# Klaus Ströbele
Klaus Ströbele (* 1903 in Höchst; † 1988) war ein österreichischer Architekt der Moderne.

## Leben
Klaus (Nikolaus oder Claus) Ströbele absolvierte von 1921 bis 1926 die Baufachschule an der Bundesgewerbeschule in Salzburg. Dort wurde er auch vom Otto-Wagner-Schüler Wunibald Deininger geprägt.
Nach Abschluss seines Studiums arbeitete Ströbele bei verschiedenen Baufirmen, bevor er im Oktober 1927 als freischaffender Architekt sein eigenes „Modernes Entwurfsbüro“ eröffnete.
Ströbele erregte aber schon Mitte der 1930er Jahre Aufmerksamkeit mit Einfamilienhäusern in Bregenz, Schwarzach, Dornbirn, Feldkirch, aber auch in London. Nach wie vor prägt sein Geschäftshaus Holzner (1935–1936) die Kaiserstraße in Bregenz: Während auch noch in den 1930er Jahren die Vorarlberger Bauherren zumindest Anspielungen auf bodenständige Architektur bevorzugten, gab hier der Bauherr seinem Architekten Gelegenheit zu einer betont internationalen Architektur.
Von der lokal tradierten, teils regionalromantisch angehauchten Bauweise seiner Frühphase abrückend, wandte er sich in den 1930er Jahren verstärkt den Ideen des „Neuen Bauens“ zu. 1933 plante er das Einfamilienhaus Höller in Bregenz, welches zu den ersten Wohnhäusern mit einer Flachdachkonstruktion in Vorarlberg zählt.
Die Tätigkeit war während des Zweiten Weltkriegs eingeschränkt. Die in der Zwischen- und Nachkriegszeit entstandenen Objekte knüpfen an die erste moderne Schaffensperiode Ströbeles zwar an, passen sich allerdings deutlich an die lokale Bautradition an. Die Flachdachlösungen werden in dieser Phase wieder durch konventionelle Walm- und Zeltdachkonstruktionen ersetzt.

## Auszeichnungen
1984 erhielt er für seine außerordentlichen Leistungen vom Land Vorarlberg die Ehrengabe für Kunst und Wissenschaft.
2005 fand eine Ausstellung zum Lebenswerk Ströbeles im Vorarlberger Landesmuseum statt.

## Werke (Auswahl)

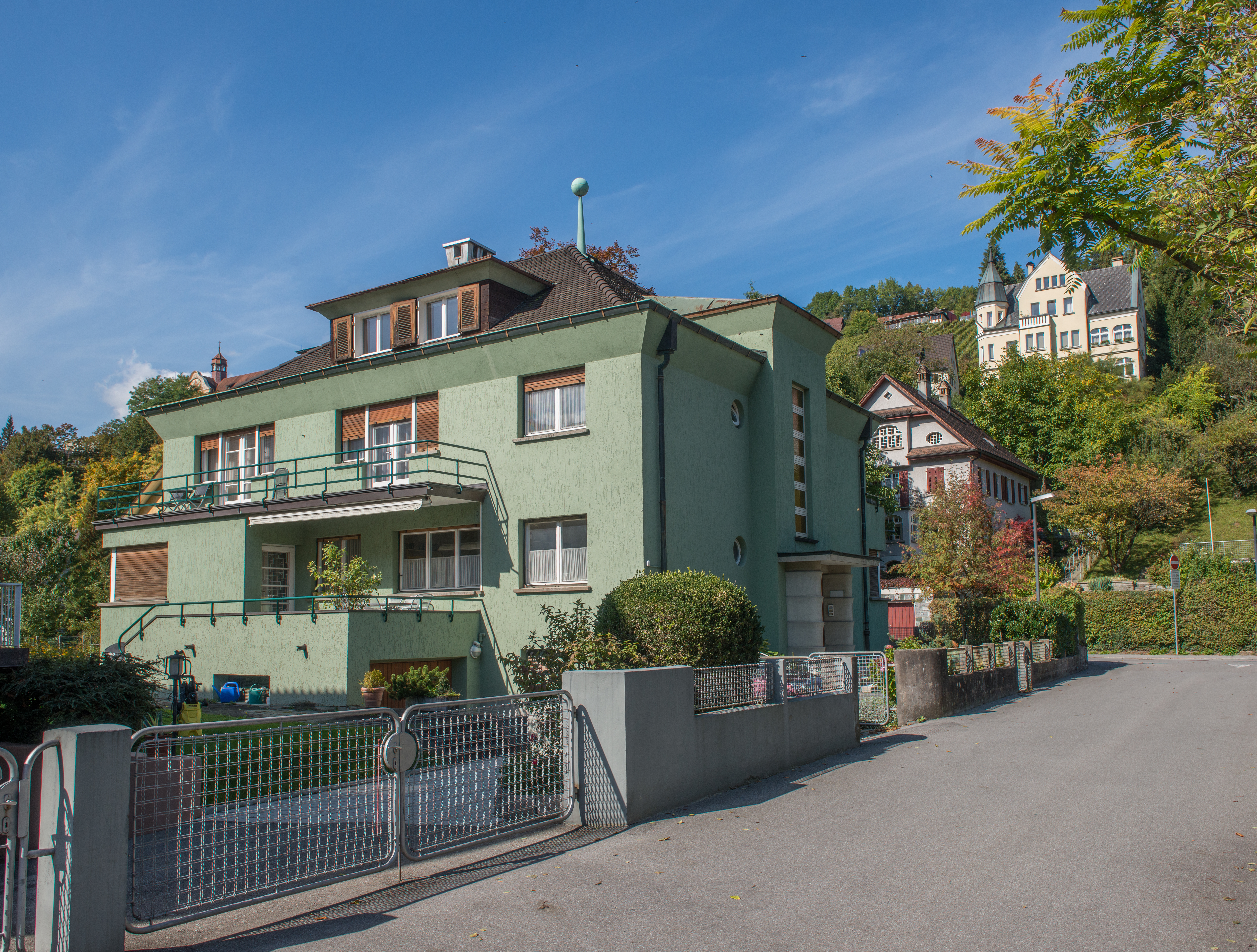
Villa Metzler

- Einfamilienhaus Höller in Bregenz (1933)
- Einfamilienhaus Zimmermann (1934) in Bregenz
- Haus Koenig in London/Maidenhead
- Haus Metzler in Feldkirch (1935)
- Textilhaus Holzner (1935 bis 1936) in Bregenz
- Musikpavillon in den Seeanlagen in Bregenz (1947)[1]
- Geschäftshaus Scheidle (1950) in Bregenz (Eckhaus Kaiserstraße - Bahnhofstraße)